# 河北民族师范学院
河北民族师范学院（简称河北民师）是位于中华人民共和国河北省承德市双桥区的一所全日制本科公办省属师范类高等学校，由河北省人民政府主管，并与国家民委共建。

## 校史沿革
河北民族师范学院自称肇始于清朝光绪三十三年（1907年）成立的热河速成法政学堂。光绪三十二年（1906年），御史乔树向清朝廷奏请在各省添设法政学堂，并得到了清廷的同意；热河速成法政学堂就在清朝普及新式教育的背景下创立。中华民国成立后，学校于1915年改制为热河师范学校；1949年，中华人民共和国建立后，成为热河省立第一师范学校。1956年，学校再易名为河北省承德师范学校，成为河北省重点中等师范学校之一，该校主要为承德地区诸县市培养合格的小学、幼儿教师。
1958年，中共中央及国务院发出《关于教育工作的指示》，提出要多快好省地发展教育事业，河北省也出现大办教育热潮；承德师范学校和河北省教师进修学院承德分院合并为承德师范专科学校。1959年，通州师范专科学校并入。1960年，升格为承德师范学院。但進入1960年代後，受到國家教育部《教育部直屬高等學校暫行工作條例》的影響，学校于1961年改建为承德师范专科学校，更于1962年再改建为承德师范学校。1978年，升格为承德师范专科学校。1992年，更名为承德民族师范高等专科学校。1999年，承德民族师范学校、承德地区教育学院部分资源并入该校。2010年3月，升格为本科层次的河北民族师范学院。2014年，河北省人民政府与国家民委签署协议，决定共建河北民族师范学院。2020年，河北民族师范学院获批为硕士学位授予立项建设单位，正在争取成为硕士学位授权学校。